# NGC 1709
NGC 1709 je galaksija u zviježđu Orionu.

## Vanjske poveznice
- SEDS: NGC 1709